# Campaña de la Breña
La Campaña de la Breña o Campaña de la Sierra es la última fase de la Guerra del Pacífico que comprende desde la ocupación de Lima en enero de 1881, hasta la retirada de las tropas chilenas de ocupación al sur del río Sama en junio de 1884.
Tras la caída de Lima, ninguna de las fuerzas políticas peruanas aceptó la cesión de Tarapacá como condición para el retiro del ejército expedicionario chileno; por el contrario, comenzaron a reorganizarse remanentes del ejército peruano en las regiones no ocupadas. Alrededor de los núcleos de regulares se agruparon numerosos campesinos e indígenas mal armados y sin instrucción militar, pero que defendían sus tierras, su sustento y a sus familias contra los abusos por parte de las tropas de ocupación. El caudillo Andrés Avelino Cáceres era su principal organizador y jefe militar.
El gobierno de ocupación envió varias expediciones desde Lima hacia la sierra peruana para combatir contra los remanentes del ejército de Lima y las guerrillas. Estas fuerzas exigían y requisaban de la población civil «contribuciones de guerra», las que la enfurecían cada vez más y aumentaban las filas de la resistencia.
Finalmente, los desastres de campaña generaron un tercer bando: los civiles y militares peruanos que querían poner fin a la guerra, aún al precio de la cesión territorial; el primero de estos fue Miguel Iglesias, quien fue proclamado presidente del Perú reconocido por Chile en 1882.
La derrota y posterior repase de las tropas caceristas en la batalla de Huamachuco, el 10 de julio de 1883, conllevó la casi aniquilación de los seguidores de Andrés Avelino Cáceres y afianzó el gobierno de Iglesias; no obstante la última campaña militar chilena fue la de Arequipa, al sur, que condujo al desbande de un ejército improvisado de 4000 hombres que la defendía, la fuga de su líder Lizardo Montero a Bolivia y la ocupación de dicha ciudad. 
Aunque Cáceres logró rearmar un nuevo ejército y sitiar Lima, solo alcanzó a enfrentar a las fuerzas de Miguel Iglesias después de que las tropas chilenas se retiraron al haberse firmado el Tratado de Ancón, que finalizó el conflicto con la inevitable entrega del territorio peruano en disputa y marcó el comienzo de la Guerra civil peruana de 1884-1885 que enfrentó a Iglesias contra Cáceres.

## Contexto histórico
Tras las batallas de Chorrillos y Miraflores en enero de 1881, Lima fue ocupada por tropas chilenas y el dictador Nicolás de Piérola huyó a la sierra. Los primeros tres jefes del gobierno de ocupación fueron Manuel Baquedano, Cornelio Saavedra Rodríguez y Pedro Lagos, todos ellos en los primeros dos meses de ocupación.: 17  El 17 de mayo de 1881 Patricio Lynch tomó el cargo de jefe del gobierno de ocupación y lo mantuvo hasta el retiro de las fuerzas chilenas en agosto de 1884.: 21 
Movido por el interés de tener un representante peruano que firmase la paz, el gobierno chileno aceptó la constitución en Lima de un régimen peruano dominado por los civilistas, enemigos políticos del dictador Nicolás de Piérola, encabezado por Francisco García Calderón Landa en el pueblo de La Magdalena, a las orillas de Lima. En la práctica, ello condujo a la existencia de dos regímenes peruanos paralelos: la dictadura pierolista en la sierra y el gobierno de La Magdalena en Lima. El gobierno pierolista se negó a la cesión de Tarapacá como indemnización a Chile por las pérdidas y gastos causadas por la guerra. El gobierno de La Magdalena también se opuso a la cesión y pronto recibió el reconocimiento de los EE. UU. y el apoyo verbal de su representante en Lima de que los EE. UU. no aceptaban una cesión territorial a Chile. A fines de 1881 Chile, que nunca reconoció oficialmente al gobierno de La Magdalena, arrestó a García Calderón y lo trasladó a Chile. Sin embargo, antes de ser detenido, García Calderón entregó el mando a Lizardo Montero y a fines de 1881 Piérola, obligado a renunciar a su mandato, salió del Perú.
A cambio de la cesión de territorio, el gobierno peruano de La Magdalena promovía el plan de la Société General de Credit Industriel et Commercial, organizada por tenedores de bonos peruanos garantizados por depósitos de guano y salitre que querían asegurar el pago de su deuda. El plan era dar a la "Credit Industriel" la explotación de las riquezas de Tarapacá, la que pagaría anualmente ₤ 550,000 al Perú, ₤ 550,000 a Chile y ₤ 1,200,000 a los deudores. Para ello los EE. UU. debían bloquear la cesión territorial a Chile, crear un protectorado estadounidense en Tarapacá durante la explotación y obtendrían la supremacía en asuntos latinoamericanos. : 68 
Alentados por el apoyo exterior de EE. UU. y Bolivia (que se había retirado de la guerra pero que formalmente continuaba en guerra), las fuerzas peruanas comenzaron a reorganizarse en la sierra peruana con el objetivo de desgastar las fuerzas de ocupación hasta que Chile abandonase sus conquistas. Chile, por su parte, mantenía y endurecía la ocupación para obligar a un gobierno peruano a firmar la cesión de Tarapacá, aunque también había voces en Chile que exigían el retiro de las tropas hasta la línea de Sama y la anexión de Tarapacá sin esperar la cesión.
Tras la muerte del presidente James A. Garfield el 19 de septiembre de 1881, los EE. UU. cambiaron su política exterior y reconocieron, en el Protocolo de Viña del Mar, el derecho de Chile a una cesión territorial y declararon su neutralidad. Finalmente, la paz se encontró sin la mediación de los EE. UU., y los intentos estadounidenses prolongaron la guerra en vez de acortarla. : 45 
El enorme sufrimiento humano causado por la guerra que desvastaba al Perú, el temor a una revuelta social de campesinos e indígenas, las pérdidas económicas en la agricultura y la industria, los enfrentamientos armados entre pierolistas, civilistas e iglesistas, las tensiones raciales entre blancos, indígenas, mestizos, negros y chinos, los costos de la ocupación que eran pagados por los peruanos, la falta de apoyo internacional y la imposibilidad de vencer militarmente a las fuerzas chilenas (que además poseían el dominio indisputado del océano Pacífico) condujeron a un grupo de peruanos a aceptar la cesión de Tarapacá a cambio de la paz. El iniciador fue Miguel Iglesias con su Grito de Montán. José Antonio de Lavalle, uno de sus primeros seguidores, lo expresó en el periódico "La Tribuna" el 19 de julio de 1883 con las siguientes palabras:
Cáceres triunfando en Matucana, en el Cerro de Pasco, en Huaraz o en Huamachuco, ni conquistaba el dominio del mar, ni desalojaba las fuerzas chilenas de las costas, ni recuperaba la capital ni conquistaba las provincias que el vencedor exige como rescate del vencido [...] ¿Por qué, pues, tanto y tan estéril sacrificio?: 79–80 

## Contexto geográfico
La campaña de la Breña se realizó bajo condiciones totalmente diferentes a las que había tenido la guerra hasta entonces. Los Andes peruanos o breña están cruzados por valles, altas montañas, ríos y eran para el ejército invasor una región insalubre, desconocida, de difícil acceso, cuyo abastecimiento debía hacerse por el largo y peligroso camino a Lima, comprarlo a elevados precios a los lugareños o requisarlo, lo que exacerbaba aún más la resistencia peruana. Pero también el factor información jugaba contra las tropas chilenas: mientras las montoneras eran informadas por la población de cualquier movimiento, número o siquiera intención de los chilenos, estos a menudo no sabían que dirección seguir en la persecución de las guerrillas.: 454 : 257  Los expedicionarios chilenos obtenían sus informaciones por cooperación, compra o extorsión de los pobladores pero también por partidas de reconocimiento.
El ferrocarril desde Lima llegaba solamente hasta Chicla y la última estación del telégrafo era Casapalca, unos kilómetros al oriente de Chicla. Otras líneas férreas en el Perú no tuvieron una importancia similar, con excepción de la línea Mollendo-Puno, que cuando fue ocupada por Chile en 1883, fue una amenaza directa a Bolivia.
Las fuerzas de Cáceres operaban una guerra de guerrillas que comprendía la región de Cajamarca (norte) y la sierra central (desde Cerro de Pasco a Ayacucho). Desde Huanuco a Huancavelica y Ayacucho se producía trigo, cebada y animales. Pero la fiebre tifoidea, la viruela, el pique y las verrugas malignas eran endémicas en la zona.: 27 
Sobre caminos y distancias dice el historiador chileno G. Bulnes: El habitante de un país de llanuras no comprenderá fácilmente estas características de la guerra de montañas. En el plan por todas partes se llega a Roma. En las cordilleras americanas se llega a Roma sino por pasos determinados, donde un ejército puede ser fácilmente detenido i destruido.: 465 

## Horrores de la guerra
El mando chileno no consideraba a las montoneras y guerrilleros como soldados regulares protegidos por las leyes de la guerra. Se regía por las reglas adoptadas por el ejército de los Estados Unidos de América en la guerra de Secesión (1861-1865) e incorporadas en el derecho internacional vigente entonces, y que se aplicó por ambos lados en la guerra franco-prusiana de 1870.: 24  El Código Lieber permitía represalias contra prisioneros de guerra, ejecuciones sumarias de espías, saboteadores, francotiradores y fuerzas guerrilleras capturadas durante su misión (prácticas que tras el Tercer y Cuarto Convenio de Ginebra en 1949 fueron abolidas tras las experiencias en la Segunda Guerra Mundial).
Cáceres justificaba la venganza de los indígenas con el siguiente argumento: Declarados fuera de la ley, anatema que los excluye hasta del seno de la humanidad, no se creían obligados a reconocer en sus opresores derechos que se les negaba
También muchos oficiales peruanos habían obtenido su libertad tras las batallas de Chorrillos y Miraflores bajo la promesa de no levantar las armas contra el gobierno de ocupación, de tal manera que tras su captura eran sometidos a la pena capital: 24 , convirtiendo la guerra en una cruel sucesión de venganzas, castigos y abusos contra la población civil de parte de ambos lados.
Las fuerzas regulares peruanas no disponían de un contingente ni armas suficientes para combatir a los expedicionarios chilenos en una guerra regular por lo que debían enviar a la lucha también a campesinos sin armas de fuego. Cáceres lo explicaba así:
Rodeado de tan poderosos elementos [indígenas], no me quedaba sino darles una organización conveniente y conducirlos a la pelea, sin que obstara la falta de armamento de fuego, pues sobraban el entusiasmo y [el] valor, que suelen hacer en ocasiones solemnes milagros de heroísmo
Andrés Cáceres, citado en Hugo Pereyra Plasencia "Una aproximación política, social y cultural a la figura de Andrés Cáceres entre 1882 y 1883"

Pero a su alrededor se veía la muerte con un sentimiento diferente. Su esposa relata el siguiente diálogo en su casa:
«¿por qué lloras?» «Mamacita —me respondió—, porque me dan mucha pena estos pobres indios; van para que los maten como a perros, no llevan balas para defenderse». Yo le aclaré: «Dirás que los matarán como a héroes». Y lloré con ella”
Antonia Moreno Leyva, citada en Hugo Pereyra Plasencia, Una aproximación política, social y cultural a la figura de Andrés Cáceres entre 1882 y 1883

Peor aún eran los casos en que los campesinos se enfrentaban solos contra las tropas chilenas. Luis Milón Duarte, testigo ocular de la captura y destrucción de Chupaca el 19 de abril de 1882 relata los hechos de la siguiente manera:
... Y en las primeras bajas del río se lanzaron los carabineros en los magníficos caballos chilenos y una vez que ganaron la orilla opuesta sus ingenieros improvisaron un puente de cables de alambre. A las 24 horas de la conclusión del puente, la artillería chilena comenzó el bombardeo desde la altura de la Mejorada, sus blancos preferidos fueron las iglesias de los pueblos de Pillo y las otras del bajío, sobre todo Chupaca, a cuya entrada se presentó la caballería sable en mano. El combate fue horroroso; los invasores tuvieron que emplear unos la carabina y otros el sable; un indio empuñaba el caballo, otro lanzaba al jinete; los pocos rifles resistían a toda la infantería enemiga. Los chilenos tomaron Chupaca a sangre y fuego. La matanza a los fugitivos fue cruel y los cadáveres los dejaron insepultos, por decenas y centenas, ocultando sus pérdidas los agresores. La población fue entregada al pillaje. ... En seguida, comenzó el incendio de esa población importante, que duró varios días, a la vez que los caseríos anexos”
Luis Milón Duarte, citado en Hugo Pereyra Plasencia "Una aproximación política, social y cultural a la figura de Andrés Cáceres entre 1882 y 1883"

Gonzalo Bulnes describe las tácticas utilizadas en los cerros y desfiladeros con las siguientes palabras:
Los peruanos habían colocado su línea a media falda del cerro, en uno de esos Pucará ... el cual tenía su frente cubierto con una pirca de piedra desde la cual disparaban de mampuesto, i al alcance de las manos una batería de peñascos (galgas), listos para rodar al menor impulso, cuando el enemigo llegase al pie de su posición. Esta fue la táctica que siguieron casi invariablemente las montoneras de esos territorios contra las diversas espediciones chilenas a la sierra, i por su lado la táctica chilena fue entretenerlas con un ataque de frente más o menos vigoroso, según las circunstancias, i tomarles la espalda haciendo un rodeo por los cerros, al cual seguía invariablemente la carnicería i la fuga.
Gonzalo Bulnes, "Ocupación del Perú": 20- 

De hecho, las fuentes primarias que relatan los hechos dan el número de bajas chilenas o de soldados peruanos, pero nunca el número de campesinos muertos, se da solo un número redondo, "decenas", "varios cientos". Los campesinos muertos no eran contados. La respuesta de los pobladores a las carnicerías sufridas fue una venganza horrible y repugnante, pero justa según el periodista peruano M. F. Horta en El Eco de Junín del 26 de agosto de 1882.: 151 
Sobre la motivación y la intensidad de la rebelión campesina no existe un denominador común. Lo que cabe destacar es que en los tiempos del gran desorden, de fines de 1882 a junio de 1884, coexistieron claramente, en una compleja gama de situaciones independientes o combinadas, las venganzas y represalias contra los colaboracionistas (quienes deseaban la paz) junto con acciones violentas originadas en rencillas de clase, viejos odios de casta, y también en simples deseos de saqueo y de robo en un nivel puramente delincuencial.: 174  El apoyo recibido por Cáceres en Junín y Huancavelica (sierra central más integrada con Lima y la costa) fue mayor que en Áncash, La Libertad y Huánuco (más sujeta a los terratenientes).: 168  También hubo diferencias entre los pobladores de los valles y la de los montes.: 170 
Las guerrillas obligaban al ejército chileno a dispersar sus fuerzas, volviéndolas vulnerables a ataques en masa de las guerrillas o montoneras. Las ciudades y poblados de la región eran ocupados y desocupados por los rebeldes peruanos según hubiese o no fuerzas militares chilenas en ellos evitando así un combate frontal entre ejércitos regulares.
Escaramuzas, persecuciones, asaltos y emboscadas fueron la norma de enfrentamiento. Durante la campaña se utilizó la desinformación del enemigo, la extorsión para la obtención de información, la destrucción de caminos, vías férreas e infraestructura para impedir el paso del enemigo.

## Fuerzas enfrentadas

### Fuerzas peruanas

Algunos comandantes de las fuerzas peruanas durante la campaña
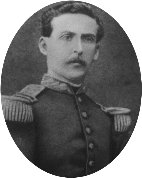
Arnaldo Panizo (pierolista)
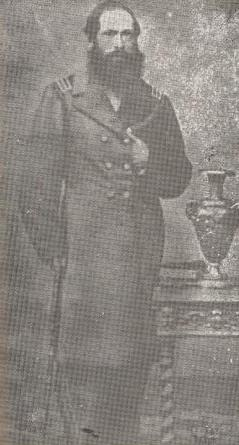
Gregorio Albarracín
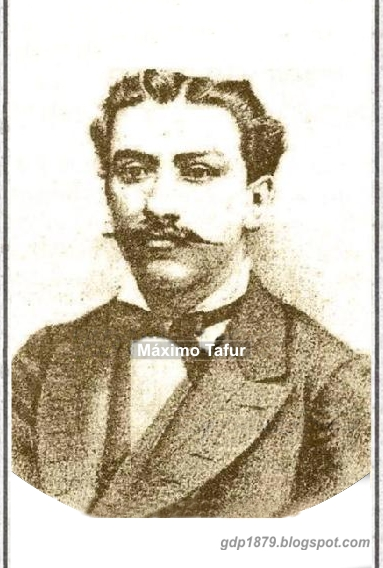
Máximo Tafur (cacerista)
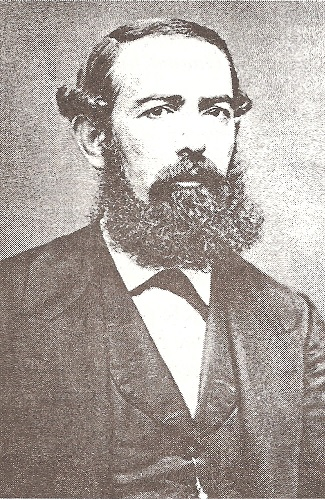
Juan Gastó (segundo combate de La Oroya)
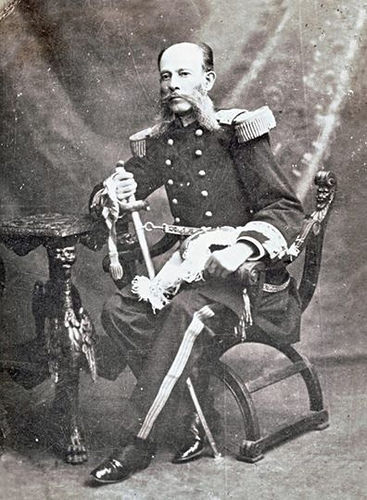
Isaac Recavarren (cacerista)
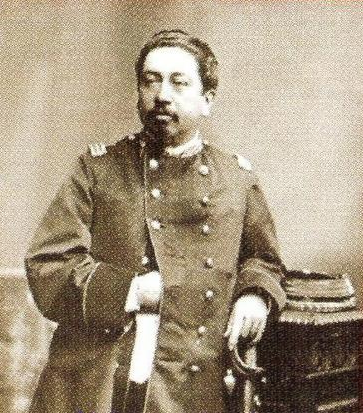
Luis Milon Duarte (iglesista)
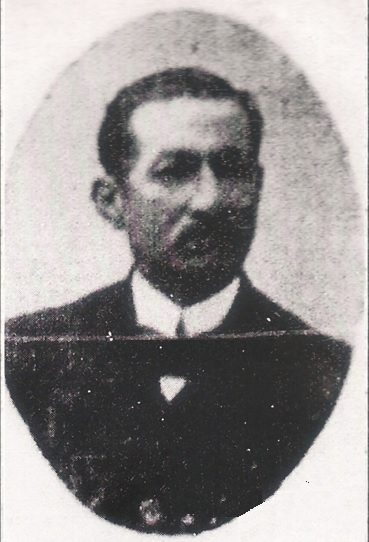
Ambrosio Salazar (combate de Concepción, Sierralumi)

Durante la campaña existieron diferentes fracciones peruanas que lucharon contra los chilenos, a favor de ellos y a veces entre las fracciones.
1. En Arequipa permaneció durante toda la guerra una división peruana de 3000 a 4000 hombres cuya mitad de sus fuerzas había participado en la campaña de Tacna bajo el mando de Lizardo Montero, quien primero apoyó a Piérola y luego a García Calderón para finalmente quedar él mismo como representante de García Calderón, apresado por los chilenos. En octubre de 1883 cuando las tropas chilenas avanzaron sobre Arequipa, los hombres de Montero se desbandaron sin resistencia.
2. Las fuerzas peruanas de Cáceres estaban compuestas de un contingente regular, uniformado y armado, más una cantidad variable de campesinos, indígenas y habitantes de la zona que los acompañaban pero que en gran parte no tenían armas de fuego ni entrenamiento ni disciplina militar. Estas fuerzas fueron las protagonistas de la resistencia.
3. Las fuerzas peruanas del gobierno de La Magdalena en Lima, creadas en 1881, que en un comienzo trataron de imponerse en la sierra (contra Montero) pero que finalmente sufrieron deserción y el resto fue desarmado por los chilenos el 5 de septiembre de 1881. Se recogieron entonces cerca de 1000 rifles y sus municiones.[2]: 47, 121
4. Las fuerzas peruanas de Miguel Iglesias que en un comienzo estuvieron a las órdenes de Cáceres y que a partir del Grito de Montán se opusieron a continuar la guerra y consideraban que era necesario aceptar la cesión de territorio para llegar a la paz.[2]: 359
5. Grupos autónomos que eran liderados por caudillos fuera de la estructura militar, a menudo enemistados entre sí, como la de Gregorio Albarracín Lanchipa y la familia Vento,[13] la de Lorenzo Iglesias (hermano de Miguel Iglesias), que no aceptó ayuda de José Mercedes Puga durante el combate de San Pablo[3]: 92  o la de Panizo y Vento que se opusieron a Cáceres en Acuchimay y Canta, respectivamente.

Faltos de recursos, las montoneras utilizaron una variedad de armas: galgas (piedras grandes que, desprendida de lo alto de una cuesta, bajan rodando y dando saltos, para atacar al enemigo que está más abajo), hondas, picas, rejones, etc, además de armas de fuego de diversa procedencia.
Además del caudillismo, otra marcada diferencia con las fuerzas chilenas consistía en que la ascendencia étnica era un factor determinante en las relaciones entre los seguidores de Cáceres: indios, mestizos y blancos formaban sus filas. En última instancia, el poder de Cáceres sobre los indígenas, que hablaba quechua y había tratado con ellos desde su infancia, se enraizaba en la realidad ancestral de viejas tradiciones paternalistas basadas en vínculos de sujeción personal y familiar, es decir no institucional.: 257 

### Fuerzas chilenas

Algunos comandantes de las fuerzas chilenas durante la campaña
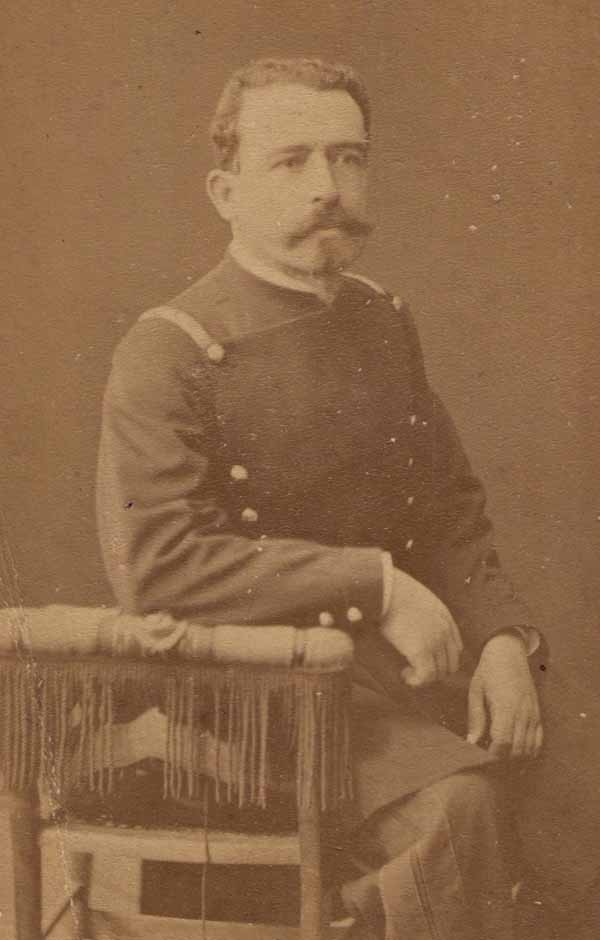
Ambrosio Letelier (expedición de 1881)
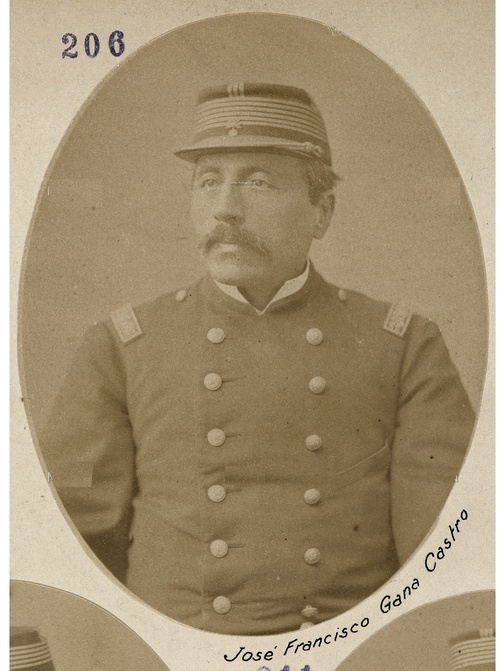
José Francisco Gana (expedición de 1882)
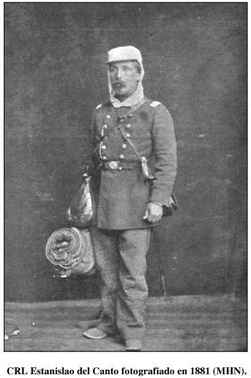
Estanislao del Canto (expedición de 1882)
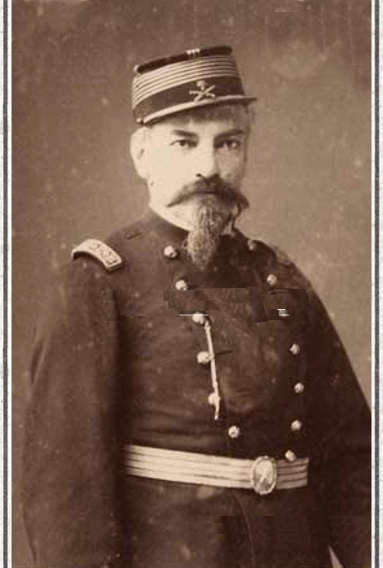
Marco Aurelio Arriagada (expedición de 1883)
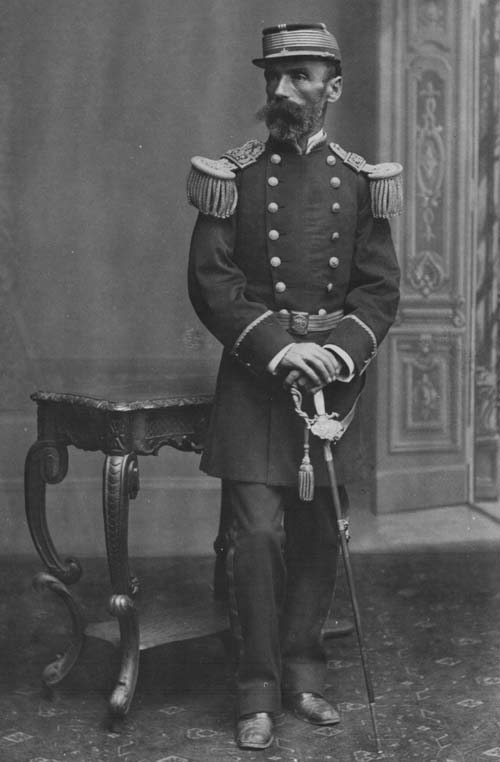
Alejandro Gorostiaga (batalla de Huamachuco)
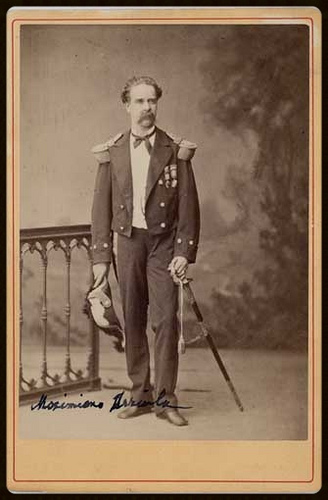
Martiniano Urriola (ocupación de Ayacucho)
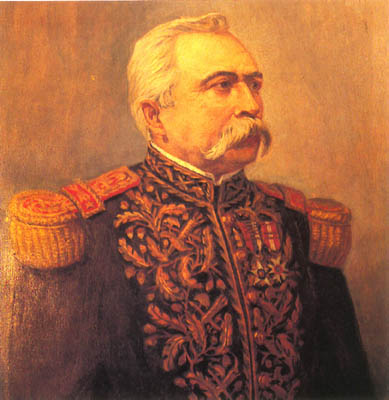
José Velásquez Bórquez (toma de Arequipa)

Dado que la Armada de Chile controlaba el Pacífico sur sin contrapeso, las zonas costeras estaban a merced del ejército chileno, que podía atacar, abastecer, desplegar y evacuar tropas sin mayores problemas, en casi cualquier lugar. La guerra se desarrolló en la sierra peruana, de difícil acceso y abastecimiento para los chilenos. En las sierras peruanas las tropas debían cruzar cordilleras nevadas, bordear precipicios, vadear ríos, soportar a la intemperie los rigores del clima y las enfermedades desconocidas transportando su propio abastecimiento y sus enfermos, sin guías seguros y de confianza por largas distancias.
Las fuerzas chilenas estaban bien armadas, disciplinadas y comandadas por oficiales profesionales. Sin embargo, el ejército chileno no poseía la capacidad logística ni sanitaria para abastecer grandes fuerzas expedicionarias en la sierra por largo tiempo. En consecuencia, no podía sostener largas expediciones contra las fuerzas caceristas en las montañas. : 309 

## 1881: Expedición Letelier

Mapa simplificado de la costa y sierra central del Perú entre Huamachuco y Ayacucho sobre la base de mapas de Mariano Paz Soldan de 1865. El río que recorre el callejón de Huaylas es llamado por Paz Soldán río de Huaraz, en otros mapas río Santa. Otros nombres del hoy llamado río Mantaro son Oroya, Jauja, Izcuchaca, Angoyacu o Grande.

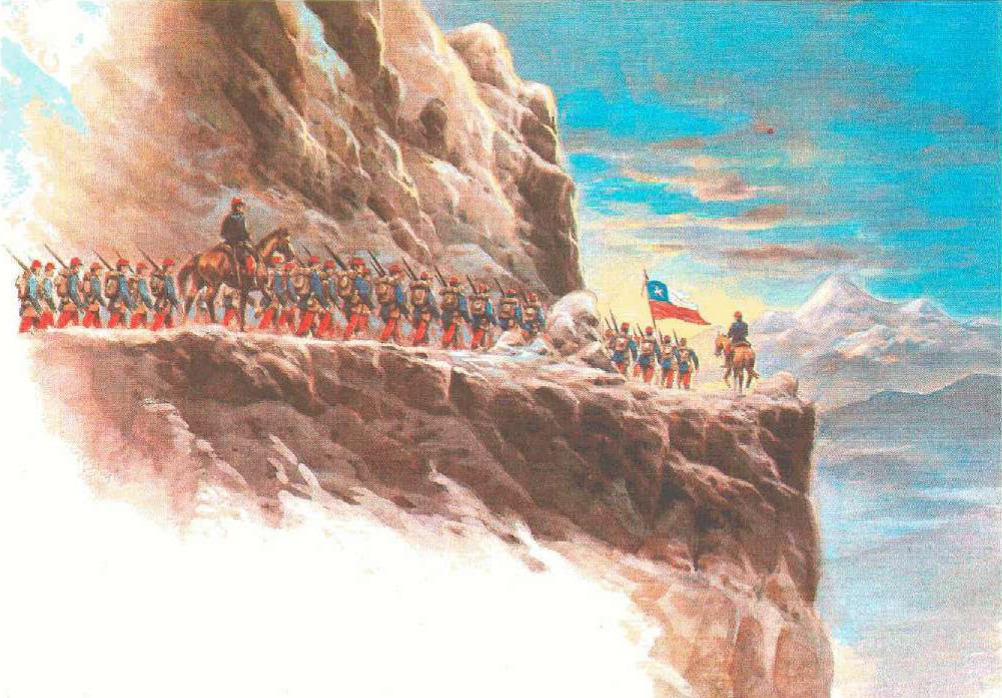
Columna chilena marchando a través de la Sierra del Perú.

Quizás el primer enfrentamiento en la campaña fue el ocurrido en abril de 1881, el combate de San Jerónimo, cerca de Chosica al oriente de Lima, cuando las montoneras organizadas por el coronel José Agustín Bedoya se enfrentan a los soldados chilenos bajo el mando del teniente coronel José Miguel Alcérreca, los cuales luego de un tiroteo dispersan a los hombres de Bedoya, para luego incendiar el lugar y retornar a Lima.: 20 
La primera expedición chilena de importancia a la sierra fue enviada por el coronel Pedro Lagos, entonces al mando de las fuerzas de ocupación, el 15 de abril de 1881 y comandada por el teniente coronel Ambrosio Letelier, fuerte en 700 efectivos: 309 , a Junín con la orden de eliminar las fuerzas peruanas en ese sector. La expedición ocupó, con pequeños destacamentos, poblados desde Huanuco (norte) hasta Jauja (sur) y desde Chicla (oeste) hasta Tarma (este). Aún no se había formado una resistencia organizada, por eso una pequeña fuerza pudo ocupar una región tan vasta.: 35  Además, las pocas fuerzas peruanas en la zona eran dispersadas o se retiraban ante el avance chileno; como la pequeña división del coronel José Santos Aduvire que fue destrozada a diez leguas al norte de Huánuco, o el dictador Piérola que ante el avance de las fuerzas chilenas se había retirado a Ayacucho con algunas tropas que tenía a su mando, o al ahora general Cáceres que también contando con pocas fuerzas se retiraba hasta las cercanías de Huancayo. G. Bulnes dice de ella que más que una expedición militar fue una empresa de requisición de dinero a mano armada, negándole protección a cualquier persona que hubiese cooperado en la guerra contra Chile y cometiendo abusos de poder en las zonas abarcadas. Mucha repercusión tuvieron las injusticias cometidas contra el ciudadano italiano Emmanuele Chiessa, de Cerro de Pasco.
Entretanto, Lynch había sido designado por el senado chileno como contralmirante de la armada. Lynch llega a Lima en mayo de 1881, como nuevo comandante de las fuerzas de ocupación, reemplazando al coronel Lagos. Lynch al ocupar su puesto, tiene noticias de las tropelías de Letelier, ordenándole el 22, y reiteradamente el 28 de mayo regresar inmediatamente a Lima.
En junio se alzaron los pobladores contra Letelier. Durante el regreso se produjo el combate de Sangrar, en un poblado a medio camino entre Canta y Chicla, donde 73 soldados chilenos fueron atacados durante dos días y sufrieron bajas.
Recién el 4 de julio llegó Letelier a Lima, donde una corte marcial condenó a él y a dos de sus subalternos a penas de cárcel por apropiación indebida de dineros. Sin embargo, una vez en Chile apelaron y la corte suprema les condenó nuevamente. Para la población de Junín las desgracias no terminaron allí, pues tras la salida de Letelier las fuerzas peruanas del coronel Máximo Tafur, nombrado prefecto de la zona por Piérola, ocuparon la plaza y aduciendo que los pobladores no se habían opuesto enérgicamente contra Letelier les impuso una contribución de $250,000, la mitad de lo impuesto por Letelier.: 41 
La expedición de Letelier sembró un germen malo para la causa chilena, preparó el terreno para los posteriores infaustos acontecimientos.: 154 : 26 
El 2 de septiembre de 1881 ocurrió el combate de Calientes, cerca de Pachia donde ocurriría al día siguiente el primer combate de Pachía. En el norte del Perú ocurrió el combate de Motupe el 10 de octubre de 1881 y el 25 de octubre ocurrió el combate de Guadalupe.

### Intervención de los Estados Unidos
En julio de 1881, se reunieron en Perú dos congresos, el de Chorrillos (civilista) y el de Arequipa (pierolista). El primero confirmó la presidencia de García Calderón en La Magdalena y el segundo confirmó a Piérola como presidente del Perú. El gobierno de La Magdalena casi no poseía fuerzas militares, pero había sido reconocido en junio por los Estados Unidos, mientras que el de Piérola comenzaba a organizar fuerzas a través de Miguel Iglesias en el norte, Andrés Cáceres en el centro y Lizardo Montero en el sur.
El 24 de agosto el ministro plenipotenciario estadounidense en Lima, Hurlbut, comunicó a Lynch en un memorándum que Estados Unidos no aceptaría una paz con cesión de territorios, alentando al gobierno de La Magdalena y exigiendo a Piérola y Cáceres someterse a él para unir al Perú. : 43  Finalmente Piérola se asiló en Lima con aquiescencia de Chile para pronto abandonar Perú. Tras el arresto de García Calderón por los chilenos, Montero asumió el cargo de presidente, reconocido también por Cáceres lo que originó más tarde el combate de Acuchimay, entre caceristas y pierolistas.
El 19 de septiembre falleció el presidente James A. Garfield y fue sucedido por Chester Alan Arthur con un nuevo secretario de estado y siguiendo otra política exterior que desdecía lo afirmado por Hurlbut (quien murió en Perú a principios de 1882). Chile y Estados Unidos firmaron el protocolo de Viña del Mar el 11 de febrero de 1882 (Trescot-Balmaceda) que afirmaba la neutralidad estadounidense en el conflicto.

## 1882: Expedición Del Canto

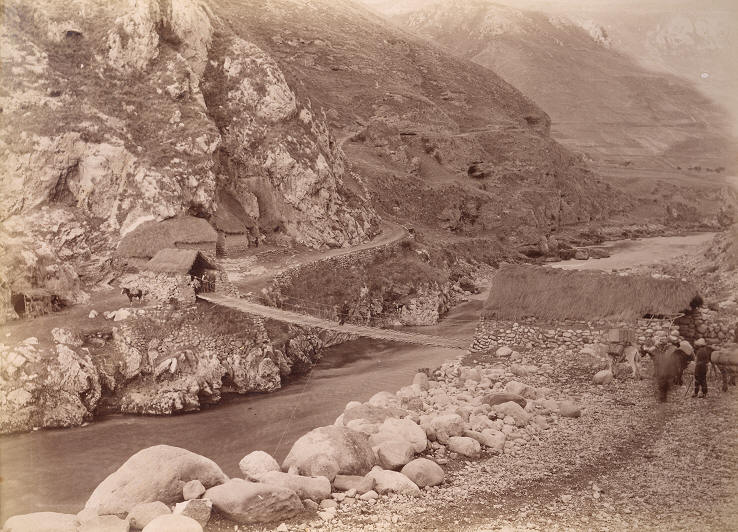
El puente colgante de La Oroya, en una foto de 1881, permitía el cruce del río Mantaro para llegar desde la costa (Lima) a Tarma. Las tropas chilenas lograron impedir su destrucción en enero de 1882 lo que permitió a la división chilena ingresar a Junín. Fue defendido por los chilenos en el segundo combate de La Oroya para permitir el regreso de las tropas chilenas a Lima en 1882. En julio de 1882 estaba cortado completamente como lo encontró Del Canto en mayo de 1883 durante la expedición de Arriagada. El Mantaro tenía solo cinco puentes: en Oroya, Jauja, Concepción, Mejorada (Huancayo) y Chupaca.

Desde la retirada de Letelier en 1881, la sierra era controlada por Cáceres que tenía su cuartel general en Chosica, a las puertas de Lima, con aproximadamente 2000 hombres.
Con la intención de eliminar las fuerzas de Cáceres y dar paso a la celebración de la paz, el gobierno chileno de Domingo Santa María quería cuanto antes enviar una expedición a la sierra central. Ante esto, el comandante en jefe de ocupación Patricio Lynch planificó un movimiento de tenazas y persecución contra estas fuerzas, aunque también con la intención de ganarse "el corazón y la mente" de los habitantes de la sierra con un trato justo que los liberaría de las arbitrariedades de las montoneras. Las tropas cobrarían solo la contribución prevista y justa pero serían implacables en la persecución de delitos.
El 1 de enero de 1882 salieron de Lima 3067 hombres al mando de Lynch por el camino a Canta desde donde debían caer sobre la retaguardia de Cáceres en Chosica. Unos días más tarde salió la división del jefe del estado mayor y coronel José Francisco Gana con 1556 hombres directamente a Chosica adonde llegó el 8 de enero. Ambas divisiones debían llegar simultáneamente y sorprender las montoneras, pero la división Lynch no llegó sino hasta el 14 de enero cuando Cáceres había retirado sus huestes a Tarma evitando ser rodeado.
Los chilenos comenzaron la travesía de la cordillera el 19 de enero, con 2300 hombres al mando de Gana (Lynch volvió a Lima) por Casapalca, Morococha y llegaron a La Oroya el 23 de enero oportunamente antes que un piquete cacerista cortara el puente.: 270  El 25 de enero los chilenos ocuparon Tarma sin resistencia, pero las fuerzas peruanas habían enfilado ya a Jauja con destino a Ayacucho. Cuando una partida de reconocimiento chileno descubrió que no estaban demasiado lejos, Gana ordenó su persecución y el 1 de febrero ocupó Jauja y transfirió el mando y las órdenes recibidas al coronel Estanislao del Canto, regresando él a Lima. Del Canto dividió sus fuerzas en dos contingentes, uno bajo su mando directo y el otro bajo el mando del coronel Eulogio Robles Pinochet. Ambos marcharían en columnas paralelas y, río de por medio, por las riberas del río Grande (Robles al poniente del río), los persiguieron. Robles logró cruzar una parte de su contingente a la orilla oriente. Del Canto logró alcanzarlas el 5 de febrero en el primer combate de Pucará, poco después llegó la parte de Robles, ambos atacaron a las fuerzas de Cáceres pero no pudieron acabar con él, quien siguió con su retirada hacia Ayacucho.
Tras el combate de Pucará, Andrés Avelino Cáceres dispuso la formación de tropas en los pueblos huancaínos de Colca, Chongos Alto y Huasicancha, Chongos Bajo, Chupaca y Sicaya, a la espera de un nuevo embate de los invasores del sur al mando del Coronel Estanislao del Canto. La Campaña de la Breña se tornaba cada vez más sangrienta, y Sicaya fue el distrito designado para 
preparar los regimientos de defensa, liderados por el coronel Vicente Samaniego Vivas y los capitanes Enrique Rosado Zarate y Tomas Gutarra Solís. Sicaya queda organizado con el "Batallón Libres de Sicaya" que estaba conformado por tres grupos bajo el mando de Vicente Samaniego. Las guerrillas peruanas sabía que los chilenos invadirían el 18 de abril los pueblos de la margen derecha del Mantaro, por lo que las fuerzas sicaínas cortan el puente colgante en un intento por evitar el avance de los enemigos.
Muy a pesar de sus esfuerzos, las tropas chilenas del sur invaden los pueblos de la margen derecha del río Mantaro, iniciándose algunos enfrentamientos en las zonas de Pilcomayo, Sicaya y Chupaca contra las fuerzas comandadas por Vicente Samaniego Vivas. El enfrentamiento desigual ocasionó muchas bajas en los peruanos. Producto de la derrota, Samaniego y sus dos lugartenientes deciden replegarse por la noche hacia Chongos Bajo. Por la noche del 18 de abril, Vicente Samaniego Vivas, Tomás Gutarra Solís y Enrique Rosado Zarate con el teniente José Gavino Esponda Tassa acuerdan ir a Chongos Bajo para reunirse con las fuerzas del coronel Ceferino Aliaga y reforzar a "Los empochados del Cunas" (batallón de combatientes de la zona del río Cunas).
A la media noche, camuflados y a punto de cruzar el puente Viso sobre el río Cunas, entre límite de Pilcomayo y Huamancaca Chico, fueron descubiertos por la patrulla chilena. Fueron sometidos a torturas para que informen los planes de las fuerzas defensivas que se negaron a revelar. Lejos de ceder ante la tortura y las demandas del ejército chileno, Samaniego, Rosado y Gutarra prefirieron ofrendar su vida al repaso de los fusiles en la plaza de Huamanmarca antes que revelar las posiciones de los soldados aliados al ‘Brujo de los Andes’ en la Sierra Central. Fueron trasladados al cuartel de Chacabuco en Huancayo donde fueron sometidos a un juicio sumario y condenados a morir fusilados. Es por esta se celebra el 22 de abril de cada año el Aniversario de los tres Héroes de Sicaya.
El 18 de febrero una tempestad en Julcamarca diezma las tropas de Cáceres quedando solo con 368 soldados, luego de perder un número similar de combatientes que “rodaron al abismo”. El 22 de febrero, en el combate de Acuchimay, Cáceres, que ahora reconocía a García Calderón, vence a las fuerzas rebeldes piérolistas del coronel Arnaldo Panizo, que contaba con 1500 hombres, engrosando su ejército con los restos de tropas de Panizo. Luego de este suceso Cáceres ingresa a Ayacucho.
Entretanto los chilenos habían ocupado desde Cerro de Pasco al sur y habían iniciado el cobro de contribuciones de guerra. El 2 de marzo ocurrió la emboscada de Sierralumi entre Comas y Concepción, el 5 y 6 de abril la guarnición chilena de Ñahuimpuquio fue atacada por 3000 indígenas guiados por un cura.: 263  El 10 de abril ocurrió el combate de Llocllapampa. Para intimidar a los campesinos partió el 19 de abril de Cerro de Pasco al sur un destacamento de 1200 hombres que durante 10 días requisaron azúcar, licor, arroz, manteca, vacunos y ovejas a los habitantes de la región, el mismo día ocurrió la batalla de Chupaca. El 22 de abril fue el enfrentamiento en Huaripampa. Gonzalo Bulnes critica: Cuán errados estaban los que se habían halagado con que la ocupación de la Sierra restablecería el trabajo i la paz!. Paulatinamente las enfermedades, la mala alimentación, el asedio y las deserciones fueron mermando a las fuerzas expedicionarias que debían ser sostenidas por los habitantes. El coronel Del Canto con el propósito de informar de estos problemas bajó personalmente a Lima y le comunicó a Lynch de lo que sucedía en la sierra y la necesidad de que se le abasteciera de víveres si se quería continuar con las operaciones militares.

### Contraofensiva cacerista de julio y retirada de la división Del Canto a Lima

Combates en la Sierra durante 1882 (excepto el de San Pablo que ocurrió en el norte).

Tras regresar Del Canto de Lima a la sierra y de haber advertido de que sin abastecimientos desde Lima le sería difícil mantener las operaciones militares y que la rebelión continuaría creciendo, le fue permitido trasladar el cuartel general de su división desde Huancayo a Tarma y desde este poblado extender una línea de tropas a Concepción y Jauja, además de procurar mantener seguro el camino de la Oroya y de enviar una parte de la tropa a Lima.
Cáceres, que logró enterarse de las órdenes por medio de sus espías, organizó el alzamiento general de la sierra, dejó Ayacucho, donde había rehecho su ejército y agrupado contingente guerrillero totalizando entre ambos 3000 a 4000 hombres, y estableció su cuartel general en Izcuchaca el 1 de junio, donde planeó una serie de ataques sucesivos a los destacamentos chilenos de la fuerza expedicionaria desde Huancayo a La Oroya. Organiza tres columnas: a destruir el puente colgante de La Oroya envía al coronel Máximo Tafur, a Concepción envía al coronel Juan Gastó y a la columna a Huancayo quedó bajo su mando. 
La columna de Tafur debería pasar por Chongos y Chupaca y atacar la guarnición chilena de La Oroya el 2 de julio, para cortar el puente y dejar a las fuerzas chilenas sin los víveres y municiones que pudieran ser remitidas desde Lima por esa vía. El general Cáceres atacaría la posición chilena de Marcavalle y Pucará el 9 de julio. La orden del coronel Gastó eran avanzar por las alturas de los cerros del valle hasta Comas donde se reuniría con los guerrilleros de Ambrosio Salazar para atacar al destacamento chileno de Concepción también el 9 de julio.
El 3 de junio fue atacada una compañía chilena en Marcavalle por guerrilleros peruanos que no lograron tomar la posición. Este ataque fue repetido el 28 de junio sin tener nuevamente un resultado favorable.
El 3 de julio Máximo Tafur atacó a las fuerzas chilenas al mando del teniente Francisco Meyer en el puente de La Oroya, pero la guarnición chilena mantuvo el control del puente y las fuerzas peruanas se retiraron con fuertes pérdidas. 
El 4 de julio Lynch hizo partir a la sierra al coronel Gana con el batallón Miraflores para que se estableciera en Chicla y cuidara de la vía férrea y despachara, con las precauciones necesarias, los víveres y municiones para las fuerzas de Del Canto. Gana después de cinco o seis días volvió a Lima, quedando a cargo de la zona el coronel Martiniano Urriola, que era jefe del batallón mencionado. 
Entre tanto, el coronel Del Canto seguía preparando la retirada de Huancayo y establecer la división en una línea desde Concepción al norte (Jauja y Tarma), pero posteriormente el jefe chileno en una Junta de Guerra determinó concentrar todas sus fuerzas en Tarma ya que la línea propuesta era demasiado extensa de mantener, más aún con los problemas logísticos que había y las enfermedades que diezmaban al ejército. Finalmente el 6 de julio Del Canto inició la desocupación de sus fuerzas de Huancayo y dispuso el retiro total de aquella ciudad para el 9 de julio.  
El 9 de julio ocurrió el combate de Concepción, donde la 4.ª compañía del batallón Chacabuco al mando del capitán Ignacio Carrera Pinto se enfrentó a las tropas peruanas comandadas por el coronel Juan Gastó y las guerrillas al mando de Ambrosio Salazar. El mismo día, la columna de Cáceres atacó a la 4.ª compañía del batallón Santiago en Marcavalle y Pucará lo que hizo atrasar la retirada de Del Canto al tener que auxiliar esa compañía. El 10 de julio Del Canto marchó hacia Concepción llegando al lugar cuando la guarnición hacia poco había sido completamente eliminada. Por precaución Del Canto envió un destacamento de caballería a la guarnición de Jauja.
Tras la derrota en Concepción, la división de Del Canto prosiguió su marcha a Tarma llegando el 13 de julio y en aquel lugar se enteró de la nueva orden que se había enviado desde Lima, en la que se debía reconcentrar a todas las fuerzas en La Oroya. Del Canto despachó el 14 de julio a una compañía del Lautaro al mando del subteniente Arturo Benavides Santos con 80 soldados al caserío de Tarmatambo (pocos kilómetros al sur de Tarma) para custodiar el camino a Jauja y tener una ruta segura de regreso. Cáceres continuó su marcha hacia Huancayo y luego a Jauja.
Pero también en el norte del Perú se asediaba a las fuerzas de ocupación. El 13 de julio, al oeste de Cajamarca, se enfrentaron en la batalla de San Pablo la guarnición chilena de 375 soldados y una fuerza peruana de 618 soldados al mando del coronel Lorenzo Iglesias (hermano de Miguel Iglesias). Las fuerzas chilenas se retiran del lugar en dirección a Trujillo, debido a la aparición de una fuerte división peruana mandada por el propio Miguel Iglesias, y regresan con un refuerzo de 1200 hombres al mando del coronel Ramón Carvallo Orrego ante lo cual las fuerzas de Iglesias abandonan la zona de Cajamarca siendo ocupada por esta fuerza chilena el 8 de agosto.
El 15 de julio, los 80 soldados de la guarnición chilena en el caserío de Tarmatambo son atacados por las fuerzas dirigidas por el Coronel Juan Gastó y Máximo Tafur en el combate de Tarmatambo. Al día siguiente, el 16 de julio, las fuerzas de Cáceres se enfrentan con una compañía del batallón 2° de Línea en el combate de San Juan Cruz. Cáceres decide no atacar el pueblo, sino apostar la segunda división y los guerrilleros de San Jerónimo en las alturas cercanas a Tarma.
Con un considerable número de enfermos y heridos Del Canto se retiró de Tarma protegido por la neblina en dirección a La Oroya donde llega el 17 de julio. El 18 de julio las fuerzas chilenas abandonan el valle del Mantaro con dirección a Chicla en la sierra de Lima. Cáceres intentó perseguir a las fuerzas chilenas, pero al enterarse de que Tafur no había destruido el puente de la Oroya, retornó a Tarma. El 18 de julio Cáceres estableció en Tarma su nuevo cuartel de operaciones. El 27 de julio fue atacado un pelotón chileno en Tambo de Mora, dos días después una compañía en Chincha.: 309 
Al llegar Del Canto a Chicla, asumió el mando de las fuerzas expedicionarias el coronel Urriola y conforme a órdenes impartidas por Lynch organiza la retirada por la quebrada de Chicla siendo hostilizado por montoneros que coronaban las pendientes los que arrojando galgas y realizando disparos de armas de fuego que ocasionan a la columna chilena 27 bajas, la mayoría de ellos heridos, sin que fuera posible para los chilenos responder el ataque por encontrarse sus enemigos en alturas inaccesibles. Tras estos incidentes las tropas chilenas arriban a Lima los primeros días de agosto de 1882.
En Cajamarca el 17 de noviembre de 1882 se enfrentaron las fuerzas caceristas de José M. Puga con las fuerzas al mando de Lorenzo Iglesias, pero luego de un par de horas de lucha los caceristas se retiraron nuevamente a Pauca.

### Grito de Montán
En vista de los desastres causados por la guerra, el 31 de agosto de 1882, Miguel Iglesias Pino de Arce, que había sido ministro de guerra de Piérola, emite el Grito de Montán, manifestando la necesidad de acordar la paz aún con cesión territorial ya que los costosos triunfos peruanos eran inútiles ante las fuerzas chilenas:

Quise ganar algún tiempo retirándome a la provincia de Chota, pero desgraciadamente el pueblo inexperto, exaltado por el ultraje que de una pequeña porción del enemigo recibía, exigió combatir y se ensangrentaron las alturas de San Pablo. ¡Cuán caro se ha pagado el estéril triunfo de un instante! Los pocos abnegados voluntarios que me acompañan, no son, ni con mucho, bastantes para oponer seria resistencia a las formidables fuerzas invasoras que asolan en estos momentos, ansiosas de venganza y exterminio, el noble departamento de Cajamarca; conducirlos a un sacrificio estéril provocando mayores iras de parte de un enemigo que las descarga sobre vecindarios indefensos, sería imperdonable.
 Manifiesto de Montán. Miguel Iglesias a sus conciudadanos

### Retrospectiva
En el parte que el coronel Del Canto elevó al jefe de ocupación Patricio Lynch a su llegada a la capital manifestó que sus bajas mortales ascendieron a 154 que murieron en combate, más 277 por enfermedades (principalmente el tifus) y 103 que desertaron, un total de 534 hombres. De igual manera venían con la expedición 480 enfermos, 72 de los cuales lo hacían en camillas por su gravedad. Del Canto justificó el retorno de la expedición porque 1) el abastecimiento debía llegar desde Lima, a 80 leguas (480 km), cruzando dos cordilleras nevadas, 2) en el camino eran acosados y a veces capturados por el enemigo 3) el tifus, la viruela y las inclemencias del tiempo les mantenían de 400 a 500 enfermos 4) las bajas sufridas: 306 
Sobre los resultados de la Campaña del Centro entre febrero y julio de 1882, dice el historiador chileno Gonzalo Bulnes:

La campaña de Canto fue un desastre, emprendida en el concepto de ganarse la simpatía de la sierra y de privar de nuevos soldados al ejército de Cáceres, lo que se consiguió fue estimular un levantamiento de odios implacables y dar a Cáceres un poderoso concurso de hombres.(pág. 306)
...
En vez de un asomo de esa paz deseada por el vencedor, lo que se veia era la guerra a muerte; el montonero sacrificado sin piedad; las poblaciones incendiadas; el chileno herido, descuartizado por manos inhumanas! (pág. 311)
  Guerra del Pacífico. vol. 3: Ocupación del Perú - La Paz G. Bulnes

En Lima se vivieron los éxitos de Cáceres con una soterrada efervescencia patriótica,: 233  y el gobierno de ocupación aumentó los cupos a pagar en Lima y fueron más los desterrados a Chile.
La historiografía peruana sostiene que la campaña de 1882 fue una victoria para la resistencia pues no solo se logró librar una efectiva guerra de guerrillas sino que también se sostuvieron victoriosos combates y el departamento de Junín quedó libre de los invasores.

## 1883: Batalla de Huamachuco y ocupación de Arequipa
| |  |
| La iglesia católica peruana se sumó plenamente a la lucha contra la ocupación chilena,: 276 sus más conocidos miembros fueron el obispo de Huánuco Manuel Teodoro del Valle (izq.), consejero de Cáceres, y el obispo de Cuzco Pedro José Tordoya, quien desde Lima abasteció con dinero y armas a los combatientes peruanos de la resistencia. Según G. Bulnes, antes del combate de Ñahuimpuquio, un cura prometió a los indígenas que si caían luchando el Viernes Santo, tendrían la salvación eterna.: 277 • : 194- |  |

Tras los acuerdos preliminares de Ancón con Miguel Iglesias, que en enero de 1883 fue proclamado "Presidente Regenerador de la República", el gobierno chileno ordena a Lynch desbaratar la montoneras.: 434  Por su parte, el 5 de junio el congreso de Arequipa había confirmado a Calderón como presidente, a Montero y Cáceres como primer y segundo vicepresidentes y acusaba a Iglesias de traición.
Tras la desastrosa campaña chilena de 1882, la sierra central estaba en manos de las montoneras que el 3 de marzo derrotaron en Canta a las fuerzas de Manuel de la Encarnación Vento y Tadeo Simón
Antay, partidarios de Iglesias. Un destacamento de 250 hombres bajo las órdenes de Isaac Recavarren fue enviado a Huaraz para que organizara nuevas tropas y que luego marchara al norte a deponer el gobierno de Iglesias en Cajamarca mientras Cáceres intentaba sorprender a la guarnición chilena en la costa de Chancay, que fue retirada oportunamente por mar en la Corbeta Chacabuco. El 20 de marzo Lynch envió desde Lima a Arriagada con 1100 hombres ante los cuales las montoneras se retiran a Canta.: 431 
Antes de ordenar una nueva ofensiva contra el ejército de Cáceres, que necesitaría el abastecimiento desde Lima, Lynch ordenó la protección de la vía férrea a Chicla, la reparación del puente de Purhuay y la línea telegráfica que los montoneros de Chosica habían destruido lo que demoraba el tránsito y abastecimiento de las tropas chilenas hacia las zonas ocupadas por la resistencia peruana. Con tal misión partió de Lima el mayor Julio Quintavalla quien arribó a Chosica el 14 de abril. En los días siguientes la fuerza chilena fue constantemente hostilizada por las montoneras peruanas. El 20 de abril tuvo lugar el Segundo Combate de Purhuay, a dos millas y media del puente del mismo nombre.
El plan de Lynch era perseguir y encerrar a las montoneras en la sierra central o empujarlas por el callejón de Huaylas hacia el norte donde una división chilena les cortaría el paso. En caso de lograr burlar la persecución y escabullirse al sur, enfrentarían un destacamento chileno en Cerro de Pasco.: 434–5  Lo primero lo haría Arriagada, en el norte estaría Gorostiaga y en Cerro de Pasco esperaría Urriola.
Políticamente, la expedición tendría además la misión de dar a conocer, explicar y exigir apoyo para el gobierno peruano de Iglesias. Acompañaban la expedición el coronel Vento y el coronel Luis Milton Duarte, que había sido nombrado por Iglesias Jefe del Centro.: 441  Aunque se ordenó tratar correctamente a la población civil y pagar por los productos recibidos, se ordenaba también el ajusticiamiento de irregulares tomados prisioneros con armas en la mano y oficiales liberados que hubiesen incumplido su promesa de no lenvantarse en armas contra el gobierno de ocupación.

### Expedición Arriagada

Travesía de Cáceres y Arriagada por Junín y el Callejón de Huaylas, y el camino a Huamachuco seguido por Gorostiaga.

El 7 de abril Juan León García salió de Lima con 2000 hombres con la orden de encerrar a los caceristas en Canta, pero no realizó el despliegue con la velocidad debida, permitiendo a las fuerzas de Cáceres salir de Canta y llegar a Tarma. Del Canto fue enviado de Lima el 25 de abril con 1200 hombres para despejar Lurín de guerrillas. Tras escaramuzas en Balconcillo, Sisiscaya (por Lurín) las dos columnas confluyeron en Chicla el día de la firma del convenio de Chorrillos, el 3 de mayo. Allí García recibió órdenes de Lynch de copar los rebeldes en Tarma, llevando las fuerzas de Del Canto que estimase necesarias. Posteriormente Del Canto también marchó hacia Tarma vía La Oroya, cuyo puente estaba cortado, por lo que los 700 soldados debieron vadearlo con sus fusiles y ropa sobre la cabeza, en invierno a 3000 m de altura.: 443  Los chilenos tenían ya en Chicla 140 enfermos de tifus. El 21 de mayo llegó León García y el 26 de mayo llegó Del Canto a Tarma. Pero las fuerzas caceristas ya marchaban al norte, en busca de Iglesias, el 16 de mayo.
Las fuerzas chilenas siguieron la huella de los caceristas hacia el norte pasando por Palcamayo, Junín, Carhnaniayo, San Rafael, Salapampa, Chavinillo y Aguamiro (12 de junio): 452 , donde el mando chileno pasó a Arriagada por desavenencias entre Del Canto y León García. No hubo enfrentamientos durante la persecución.
Para el cruce de la cordillera desde Aguamiro a Huaraz (30 leguas 180 km) Arriagada dividió sus fuerzas en dos, que demoraron tres jornadas en llegar a Recuay el 17 de junio, a sólo 5 leguas (30 km) de Huaraz, adonde Cáceres había llegado el 15 de junio.
En Huaraz, Cáceres envió la orden a Recavarren de unírsele en Yungay, y esparce el rumor de que dará batalla a los chilenos en Yungay, pero cuando el 20 de junio se le unen las fuerzas de Recavarren en Yungay, Cáceres decide rodear la posición de Gorostiaga marchando hacia el oriente y cruzar la cordillera por la quebrada de Llanganuco. Así llega a Pomabamba el 26 de junio y envía falsas noticias a Yungay, que anunciaban su repliegue de fuerzas por la sierra sureste de la Cordillera Blanca, es decir por Chacas en dirección a Huari.
Arriagada llegó a Yungay el 23 de junio, sin encontrar a Cáceres ni a sus fuerzas. Sin información fidedigna a disposición, la división chilena marchó de vuelta hacia el sur por Chacas y Huari, creyendo, equivocadamente, perseguir a Cáceres. En Cerro de Pasco se reunió con las tropas de Urriola, enviadas por Lynch el 12 de julio. Finalmente Arriagada y Urriola no encuentran a Cáceres, y llegan de regreso a Lima el 5 de agosto. La división de Arriagada había salido de Lima con 3,334 soldados y tuvo en total 732 bajas, entre enfermos, desaparecidos y muertos, sin haber disparado un solo tiro.: 462 

### Huamachuco

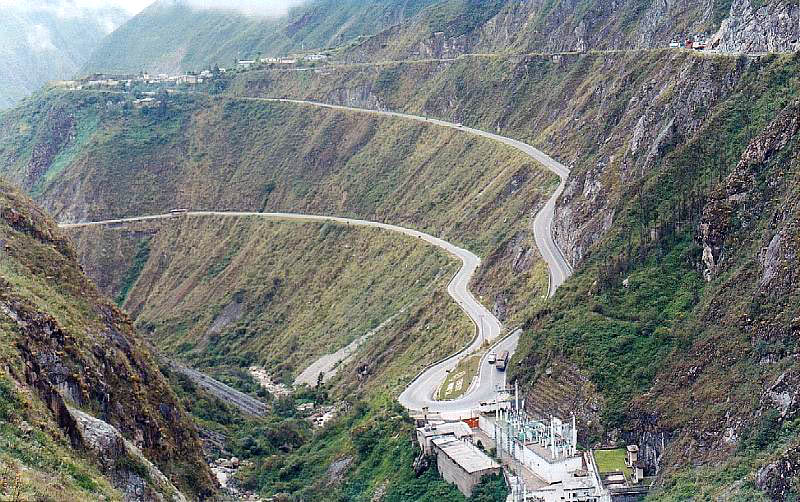
Camino en las laderas de un valle cerca de Tarma, en el año 2008

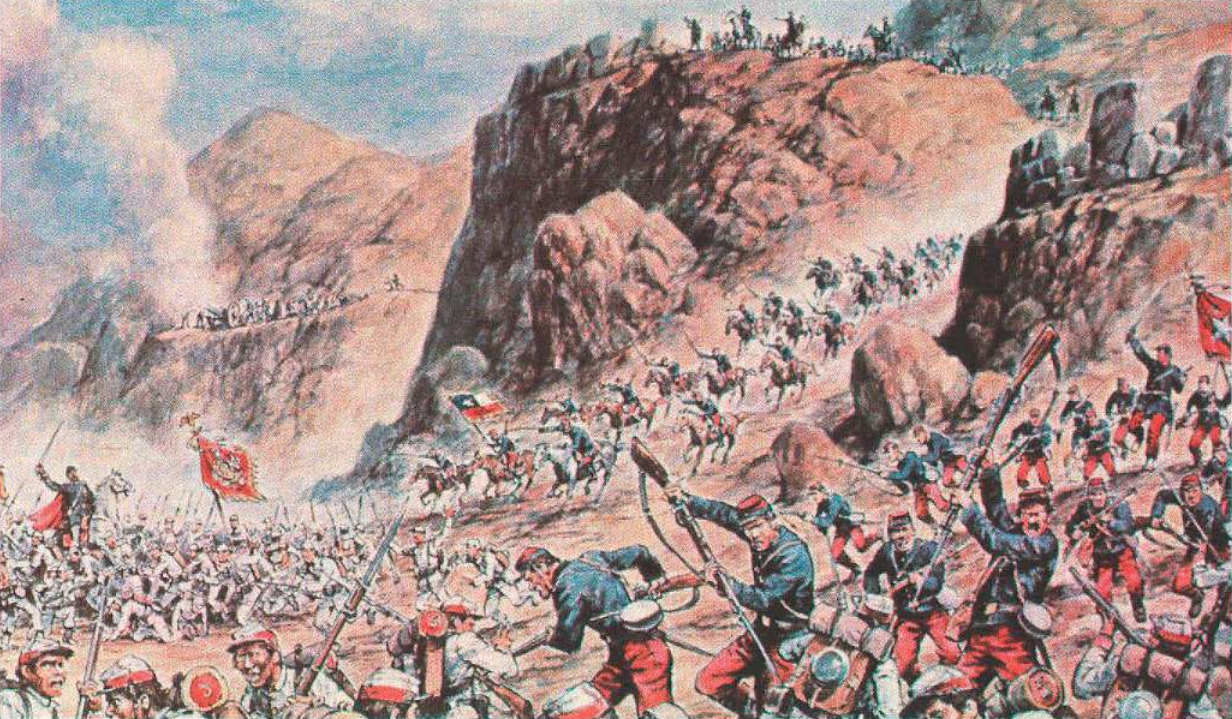
Batalla de Huamachuco.

El 9 de junio Gorostiaga salió de Huamachuco, por órdenes de Lynch, con destino a Caraz, para impedir la ofensiva de Cáceres hacia el norte y apoyar a Arriagada. Los chilenos no sabían si Recavarren estaba en Huaraz o en Huaylas, ni sabían cuantos hombres tenía a su disposición: 800 según Lynch, pero Gorostiaga suponía unos 1600. En la guarnición chilena de Trujillo quedó el comandante Gonzáles con 600 hombres, que se unirían a Gorostiaga apenas las tropas peruanas de Iglesias pudieran hacerse cargo de esa plaza.
Cuando Recavarren recibió la orden de reunirse con Cáceres en Yungay, procedió en su marcha desde Huaylas a Yungay, a destruir los caminos y puentes de Corongo a Yungay: 463  para impedir que Gorostiaga le persiguiera. En el momento en que Recavarren y Cáceres se unen en Yungay, Gorostiaga y sus 1000 hombres se encontraban en Sihuas desde el 25 de junio, impedidos de avanzar al sur. Arriagada estaba en Recuay con sus 3000 hombres, sin saber las verdaderas intenciones de los montoneros: dar la batalla, escabullirse por Pomabamba hacia Cajamarca o entrar otra vez en la provincia de Junín.: 455 
El 16 de junio Gorostiaga se reunió en Angasmarcas con Sofanor Parra y 182 reclutas (más munición, pertrechos, capotes y botas cargados en 73 mulas: 14 , el 17 ocupó Mollepata, para luego ocupar Corongo donde encontró los caminos al sur destruidos. Dado que las intenciones de Cáceres le eran desconocidas, en un consejo de guerra reunido el 25 de junio en Corongo acordó con sus oficiales no continuar la marcha al sur, como se le había ordenado, sino desplazarse a Sihuas, sobre la ruta que debía utilizar Cáceres si quería atacar Cajamarca.: 464  Poco después, todavía en Corongo, Gorostiaga fue informado que Cáceres ya estaba en camino al norte por lo que ordenó inmediatamente, el 27 de junio, enfilar a Huamachuco en marchas forzadas, enviando a su vez la misma orden a Gonzáles.: 466  Durante el paso al norte fue hostigado por las montoneras, pero no demorado, al contrario, su travesía demoró la mitad del tiempo que había tomado la ida a Corongo. Gorostiaga llegó a Huamachuco el 5 de julio con 1112 hombres incluidos arrieros, empleados y sanidad, pero sin contar los enfermos que sumaban cerca del 10% de la tropa.
Tras entregar Trujillo al designado por Iglesias, García y García, Herminio González había salido de Trujillo con 600 hombres y 80,000 tiros de munición con el fin de unirse a Gorostiaga en Mollepata: 466  : 19 . Sabiendo que Cáceres estaba cerca con un contingente mucho mayor, pasó por Mollepata y Tres Ríos en marcha forzada sin detenerse durante dos días, llegando a Huamachuco el 6 de julio de 1883. A esa fecha las fuerzas chilenas reunidas contaban con 1500 hombres de las tres armas.
Cáceres pasó por Conchucos y llegó a Mollepata y, conocido el avance del pequeño destacamento de González, decide enviar a Recavarren para atacarlo en Tres Ríos (30 km al sur de Huamachuco). De ser perseguido por Arriagada, Cáceres se transformó en perseguidor de González, cuyas tropas no descansan y continúan su marcha dejando atrás a Recavarren. González llegó el 7 de junio a Huamachuco, un pueblo de 8000 habitantes.
Cáceres llegó a Tres Ríos el 7 de julio donde realizó un consejo de guerra que decidió dar batalla las fuerzas chilenas. Cuando el 8 de julio las fuerzas de Cáceres llegaron a Huamachuco, sumaban 1440 hombres armados con fusiles Peabody y Remington, sin bayonetas, con escasez de municiones (30.000 unidades) y poca caballería. Contaba con 11 cañones de diversas fabricaciones y calibres. Fue la única vez que Cáceres comandó una batalla contra tropas chilenas en la campaña. El guerrillero Puga con 600 hombres estaba a 5 leguas (30 km) en Cajabamba, pero no concurrió a la batalla.
Al ver a las fuerzas de Cáceres en el cerro Cuyulga, Gorostiaga deja el poblado de Huamachuco y se posiciona en el cerro Sazón al norte del pueblo. Así transcurren el 8 y el 9 de julio, sin mayores movimientos. El 10 de julio se enfrentan ambos ejércitos en la batalla de Huamachuco, en la cual Gorostiaga vence a las tropas de Cáceres. Cáceres perdió 1000 hombres: 26 , los chilenos 161 bajas. Entre las bajas peruanas se cuentan montoneros y oficiales repasados por igual al ser considerados por los chilenos fuera de las leyes de la guerra.
Paradójicamente, Gorostiaga tenía órdenes de combatir a Cáceres solo en conjunción con Arriagada. La derrota de Huamachuco acabó con la guerra al permitir la firma del tratado de Ancon; aunque Cáceres pudo recuperarse volviendo a formar su ejército en el centro.

### Arequipa

Mapa con el despliegue de fuerzas chilenas que ocuparon Arquipa y Puno

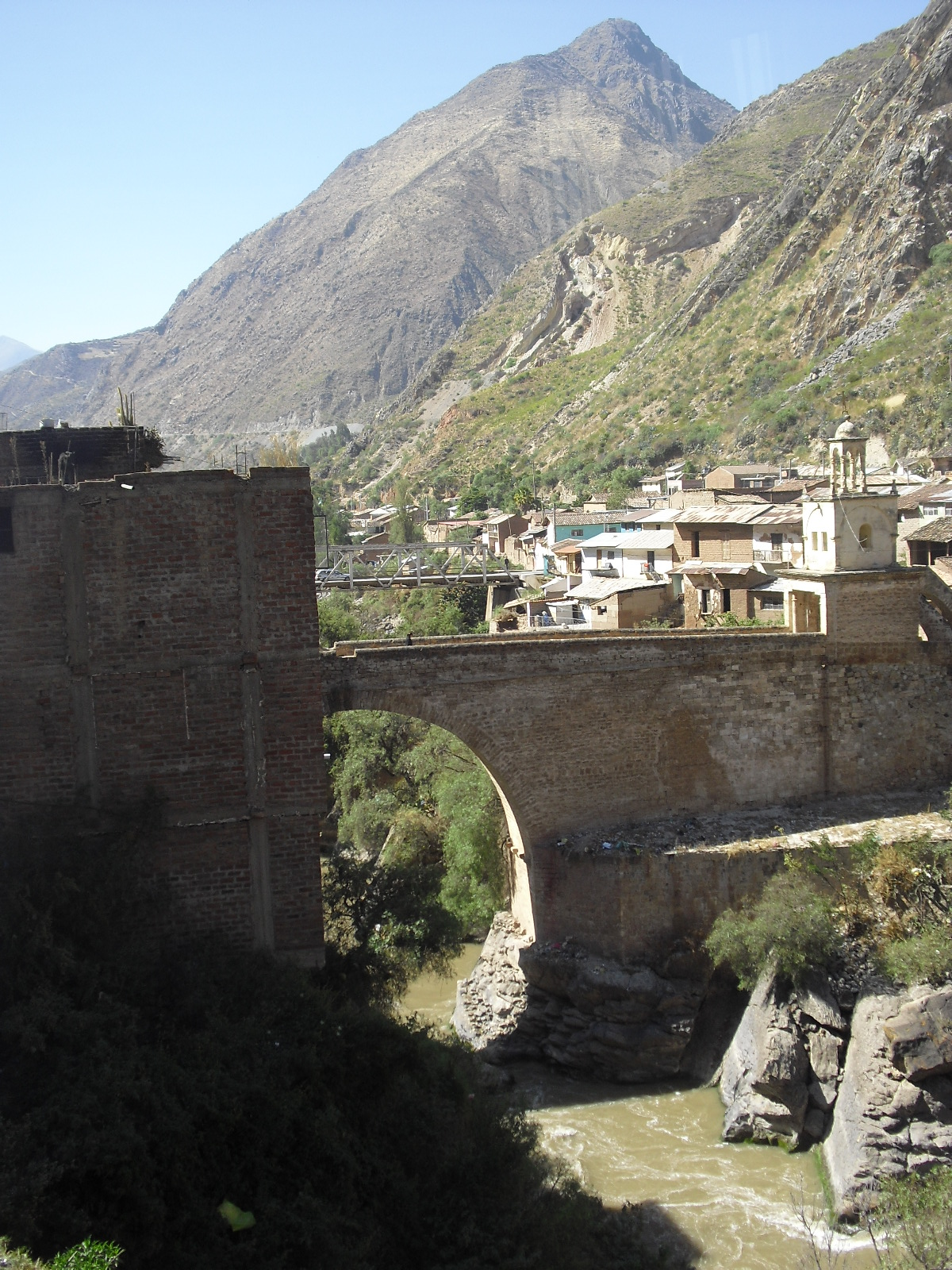
Puente colonial de piedra de Izcuchaca, donde ocurrió el combate de Izcuchaca

Derrotado Cáceres y sus montoneros, el gobierno de Iglesias fue afianzado, pero el gobierno chileno debía operar cuidadosamente para hacer reconocer la cesión de Tarapacá con el compromiso da Ancón. Ya en Chile se habían levantado voces contra la permanencia de tropas chilenas en Perú y la firma de un protocolo con un débil gobierno peruano. Vicuña Mackenna llamaba a desocupar los territorios al norte de la línea de Sama (Tacna-Arica).: 491-  De septiembre de 1882 a junio de 1883 habían muerto 172 soldados en acciones de guerra, 726 de enfermedades naturales y 1622 habían desertado.: 418, 489 
El 28 de junio González había entregado Trujillo a García y García, posteriormente todo el departamento de La Libertad.: 497  El 18 de octubre Chile reconoció oficialmente el gobierno de Iglesias como gobierno del Perú, el 20 de octubre se firmó el Tratado de Ancón, el 23 de octubre Iglesias ocupó Lima y el Callao, desocupada por Lynch el mismo día. Los tribunales y la municipalidad abrieron sus puertas y se comenzó la recaudación de impuestos en el Callao. Para el 1 de marzo de 1884 Iglesias convocó a una asamblea constituyente para ratificar el tratado.
En la sociedad peruana los pierolistas, civilistas y caceristas continuaban oponiéndose a la paz, como también los empleados chilenos en Perú que enfrentaban un incierto futuro laboral de regreso a Chile. Asimismo, el cuerpo diplomático en Lima era escéptico sobre la permanencia de Iglesias en el poder.: 507  Montero en Arequipa aún poseía, aparentemente, capacidad militar para desestabilizar a Iglesias.
Durante la campaña de Huamachuco, el presidente de Chile ya preparaba la ocupación de Arequipa, más aún cuando se supo de la derrota de Cáceres.: 534  El 14 de septiembre salieron de Tacna con dirección a Moquegua 2200 hombres al mando de Velásquez, quien quedó a cargo de la operación que ocuparía el último bastión militar de resistencia al tratado de Ancón. Los primeros días de octubre desembarcaron en Pacocha, Ios, 3000 hombres al mando de Del Canto, y marchó inmediatamente a Moquegua. Demasiado tarde para participar en los acontecimientos llegaron a Moquegua 1800 soldados desde Valparaíso al mando de Gorostiaga. Por el Norte, Urriola con 1700 hombres debía ocupar Jauja, Huancayo y Ayacucho para impedir a Montero enfilar a Junín.
Las fuerzas de Montero en Arequipa sumaban entre 3000 y 4000 hombres armados con rifles modernos, municiones y artillería Krupp. Los sueldos eran pagados parcialmente por Bolivia.: 550  Arequipa era fácilmente defendible en Huasacachi y en caso de caer ese baluarte, existía una segunda línea natural de defensa, Puquina. El 23 de octubre antes del amanecer los defensores de la cima de Huasacachi se encontraron flanqueados por los 5,200 chilenos y emprendieron la retirada hacia Puquina. Para impedir que se agregaran a las fuerzas que ya estaban en Puquina, los chilenos las persiguieron y marcharon a Puquina sin descanso para llegar el 24 de octubre allí. También la guarnición de Puquina se desbandó, dejando libre el camino a Arequipa. En Arequipa se sublevó la población al saberse que ambas líneas de defensa habían sucumbido y que la ciudad sería asaltada por los chilenos. Montero parte a Puno y el cuerpo consular entregó a nombre de la municipalidad la ciudad el 29 de octubre a los jefes chilenos.: 553- 

### Ayacucho
Como parte del plan chileno, se le había ordenado a Martiniano Urriola ocupar Ayacucho para impedir a Montero abandonara Arequipa y se uniese a Cáceres o su lugarteniente Justo Pastor Dávila que ocupaba Jauja con 500 hombres. En el Trayecto sufrió el acoso de los guerrilleros. Urriola permanecería hasta mediados de noviembre en Ayacucho, cuando apremiado por la falta de municiones, forraje y abastecimiento salió de Ayacucho sin esperar el permiso de Lynch. Para salir debió vadear el río porque el puente estaba cortado y en el Combate de Izcuchaca, el 15 de noviembre, debió abrirse paso por el puente Verrugas clausurado y defendido por montoneros. Desde Andahuaylas, Cáceres había emprendido la persecución de Urriola, llegando hasta Tarmatambo, dispuesto a proseguir la lucha. Su esperanza aguardaba en la guarnición de Lizardo Montero en Arequipa, quien se disolvió sin disparar un tiro y fue entonces cuando Cáceres vio perdida toda posibilidad de ganar la guerra. Pero mantuvo por algún tiempo su cuartel general en Huancayo, sin que los chilenos se arriesgasen a ocuparla. Urriola llegaría a Lima con sus tropas replegadas el 12 de diciembre.: 566 
El último combate de la guerra fue el Segundo Combate de Pachía ocurrido el 11 de noviembre de 1883 entre las fuerzas del capitán Matías López y las guerrillas de Pacheco Céspedes al sur, en la sierra de Tacna.

## Ocupación del eje Mollendo-Puno
La ocupación de Mollendo, Moquegua, Puno, Arequipa y la ocupación de las orillas del Titicaca al sur del Perú, fue una clara señal de presión militar al gobierno boliviano para que aceptaran las condiciones de paz chilenas. : 559 
En diciembre de 1883 Bolivia reconoció el gobierno de Iglesias,: 608  y el congreso peruano aprobó el Tratado de Ancón el 8 de marzo de 1884 por 90 votos contra 6.: 607  El 4 de abril de 1884 se firmó la tregua entre Chile y Bolivia.: 594 

## Cáceres reconoce el Tratado de Ancón
En su huida a Bolivia, Montero nombró a Cáceres como presidente del Perú. Cáceres veía el tratado de Ancón en sí mismo como inaceptable y consideraba a Iglesias como el verdadero enemigo. Durante un tiempo, no hubo hostlidades entre ambas partes. La repentina ocupasión chilena de la localidad de Jauja a mediados 1884, en lo que parecería ser una quinta expedición a la sierra central, tuvo como respuesta una carta escrita por parte de Cáceres al coronel Gutiérrez al mando de la guarnición chilena de Jauja, el 6 de junio, en lo que parecería ser un ultimátum, y en parte, el reconocimiento del tratado de Ancón como un hecho consumado.

Señor coronel jefe de las fuerzas chilenas existentes en la ciudad de Jauja: La celebración y ratificación del tratado de octubre, hacían esperar el término de las hostilidades entre los beligerantes y la inmediata desocupación del territorio peruano por las tropas de Chile, de conformidad con lo prescrito en ese mismo tratado y con los principios y prácticas internacionales. Por lo tanto, el avance de las fuerzas comandadas por V.S. hasta la ciudad de Jauja, apenas tiene explicación, y el que suscribe ignora si ese movimiento implica la continuación de las hostilidades, lo que, a ser verdad, significará el rompimiento del referido tratado, por parte de los mismos que lo celebraron. Por lo que a mí respecta, abrigo la profunda convicción de haber hecho, en la esfera de lo posible, todos los esfuerzos y sacrificios que me ha impuesto el Perú en defensa de su honor y de su gloria; esfuerzos y sacrificios que han sido estériles en sus resultados por la acción constante de los malos elementos que han conseguido reducir la república a un estado completo de impotencia para la prosecución de la guerra con Chile. En tales circunstancias de aniquilamiento i ruina (del Perú), el deber i los intereses permanentes del Perú me han obligado a reconocer el referido Tratado de paz como un hecho consumado, quedándome por la voluntad manifiesta de los pueblos la sagrada tarea de reconstruir el Perú sobre las más sólidas bases que afiancen su engrandecimiento y garanticen su porvenir. Después de lo expuesto, espero que V.S. se servirá manifestarme los propósitos a que obedecen sus operaciones actuales para normalizar, según ellos, mi conducta, haciendo a V.S. responsable de las consecuencias que una nueva lucha futura originaría.: 604 

El 19 de junio de 1884, Cáceres envió una carta a Patricio Lynch por medio del doctor Armstrong, quien había sido enviado por Lynch como delegado y para instar a Cáceres a un arreglo, a base de que reconociese el Tratado de Ancón, a lo cual el general peruano respondió:

Cuando a consecuencia de mi reconocimiento oficial de la paz de Octubre como un hecho consumado... El gobierno chileno ha conseguido todo lo que ha querido; ahora debe retirar sus tropas para dejar libre al Perú, a no ser que pretenda dominarlo con la fuerza, lo cual no conseguirá, salvo el caso de que convierta al país en un cementerio; pues mientras me quede un hombre con su rejón flameará en alguna puna el pabellón nacional y continuaré luchando: 605 

Cáceres no tuvo más alternativa que adoptar una actitud digna frente a los hechos objetivos, aceptando lo de Ancón. El reconocimiento del tratado por parte del general de la resistencia peruana, Andrés Avelino Cáceres Dorregaray, puso fin a la Guerra del Pacífico, y la posterior guerra civil entre Cáceres e Iglesias.